# Oplorhiza diaphragmata
Oplorhiza diaphragmata är en nässeldjursart som beskrevs av Nikolai Alexsandrovich Naumov 1960. Oplorhiza diaphragmata ingår i släktet Oplorhiza och familjen Campanulinidae. Inga underarter finns listade i Catalogue of Life.